# Clint Chapman
Clinton Daniel Chapman (Medford (Oregón), 6 de marzo de 1989) es un baloncestista estadounidense que actualmente es jugador del Manama Club de la Premier League de Baloncesto de Baréin. Con 2,08 metros de estatura, juega en la posición de pívot.

## Trayectoria deportiva
Es un alero formado en la universidad de Texas Longhorns. Tras no ser elegido en el Draft de la NBA de 2012, debutaría como profesional en la Liga Suiza, donde jugaría durante la temporada 2012-13 en las filas de SAM Basket Massagno.
La temporada siguiente fichó por el Vestelspor Manisa de la TB2L turca, pero regresó a Suiza para jugar en el Fribourg Olympic.
En 2014, se marcharía a Japón donde jugaría durante cuatro temporadas en la B.League, defendiendo las camisetas de Hiroshima Dragonflies (en dos ocasiones), Chiba Jets, Niigata Albirex BB y Toyama Grouses.
En 2018, regresa a Europa para jugar durante la temporada 2018-2019 hasta en tres equipos diferentes de la Basketball Bundesliga. Comenzaría la temporada en el ALBA Berlín, más tarde reforzaría a MHP Riesen Ludwigsburg y en marzo de 2019, firma por Rasta Vechta.
En octubre de 2024 fichó con el Al-Manama de la Premier League de Baloncesto de Baréin.